# Joanna Rajkowska

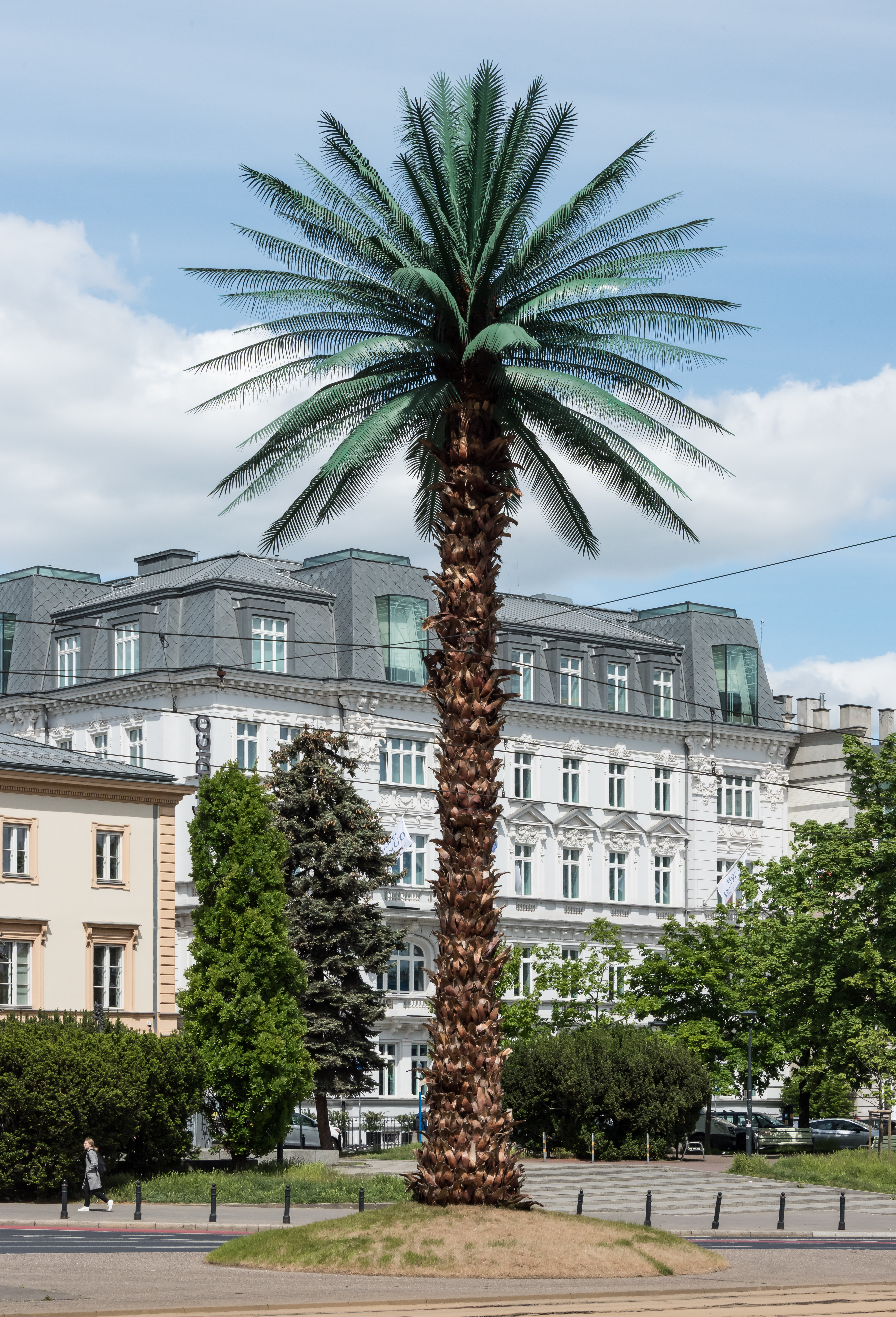
Pozdrowienia z Alej Jerozolimskich − sztuczna palma na rondzie gen. Charles’a de Gaulle’a w Warszawie

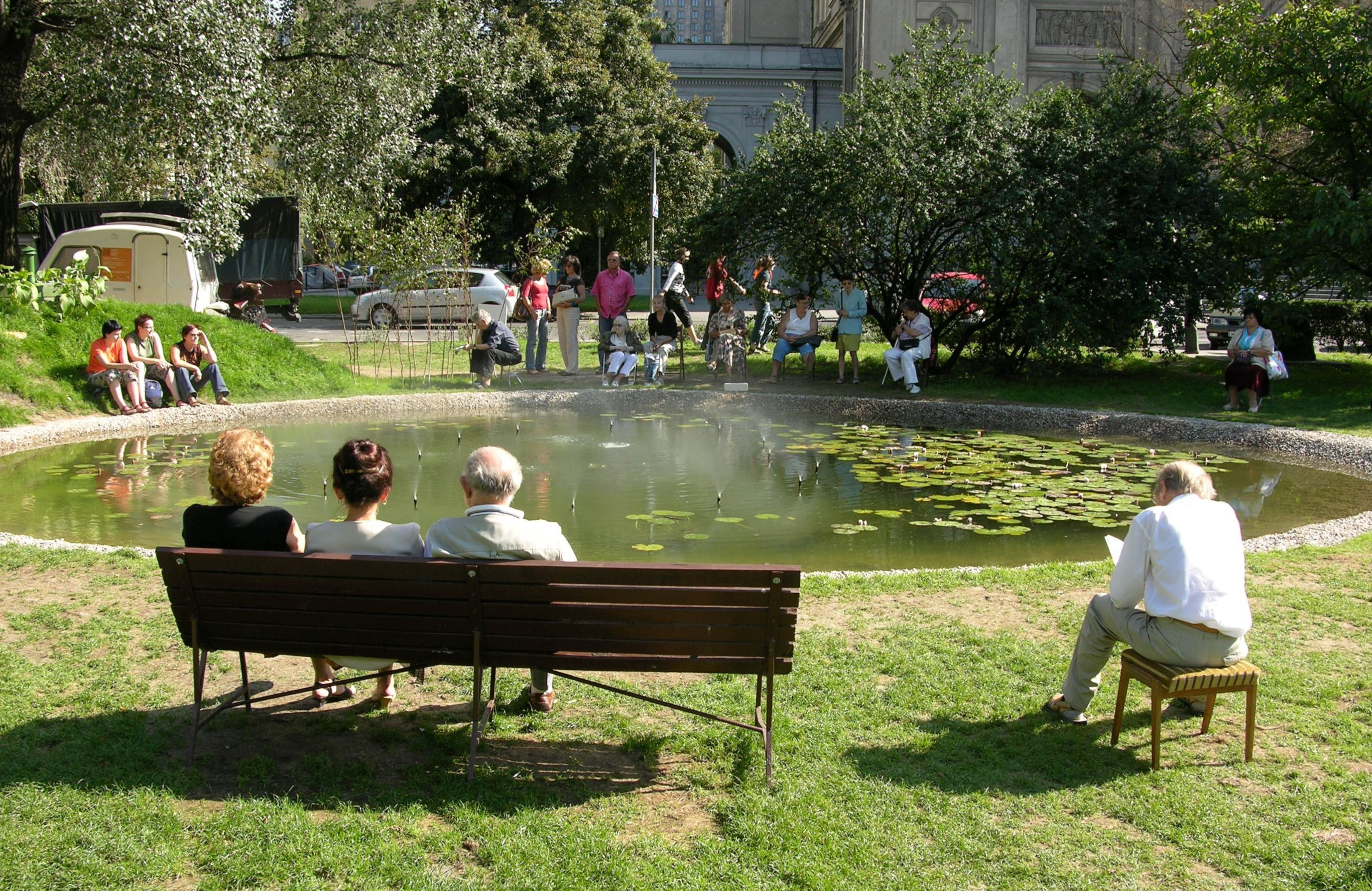
Dotleniacz na placu Grzybowskim w Warszawie (2007)

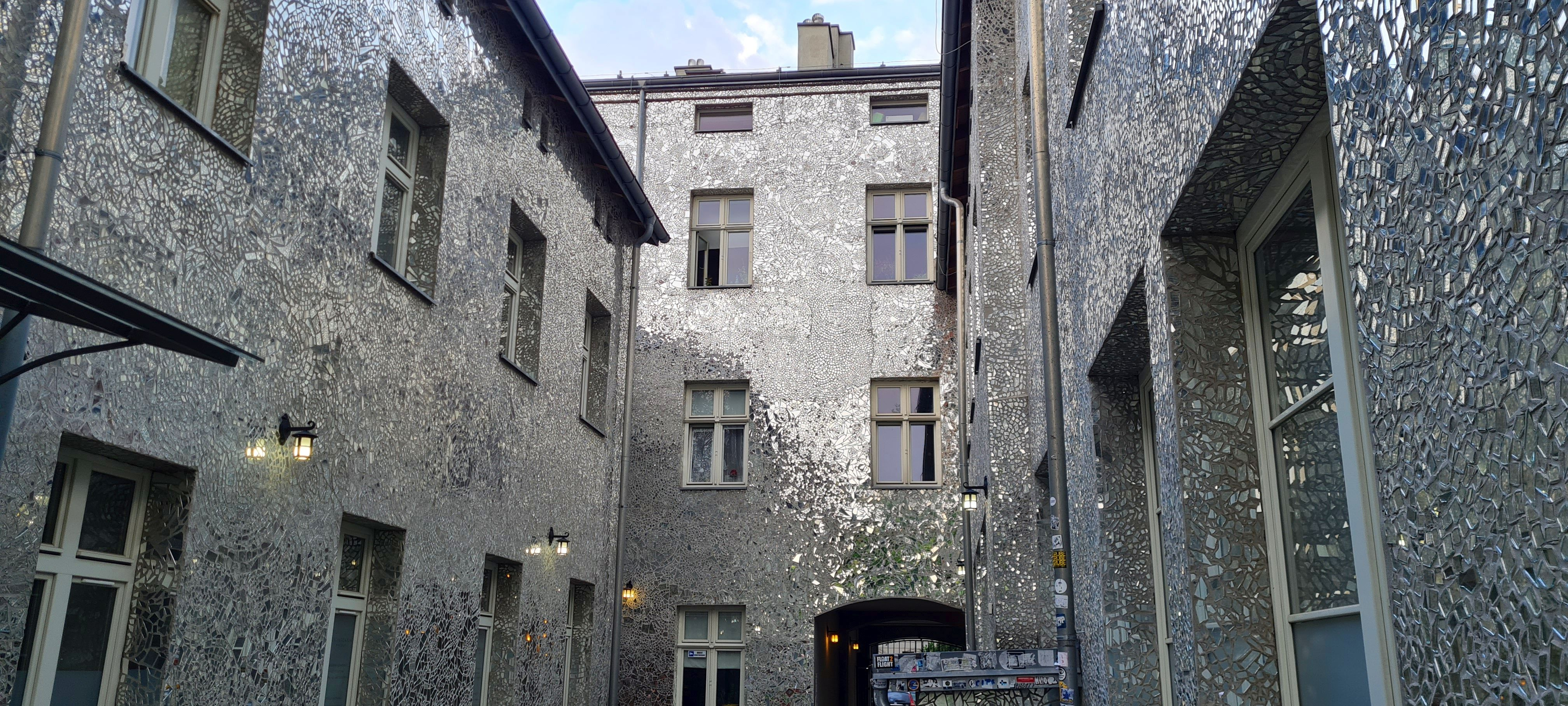
Lustrzane podwórko w Pasażu Róży w Łodzi

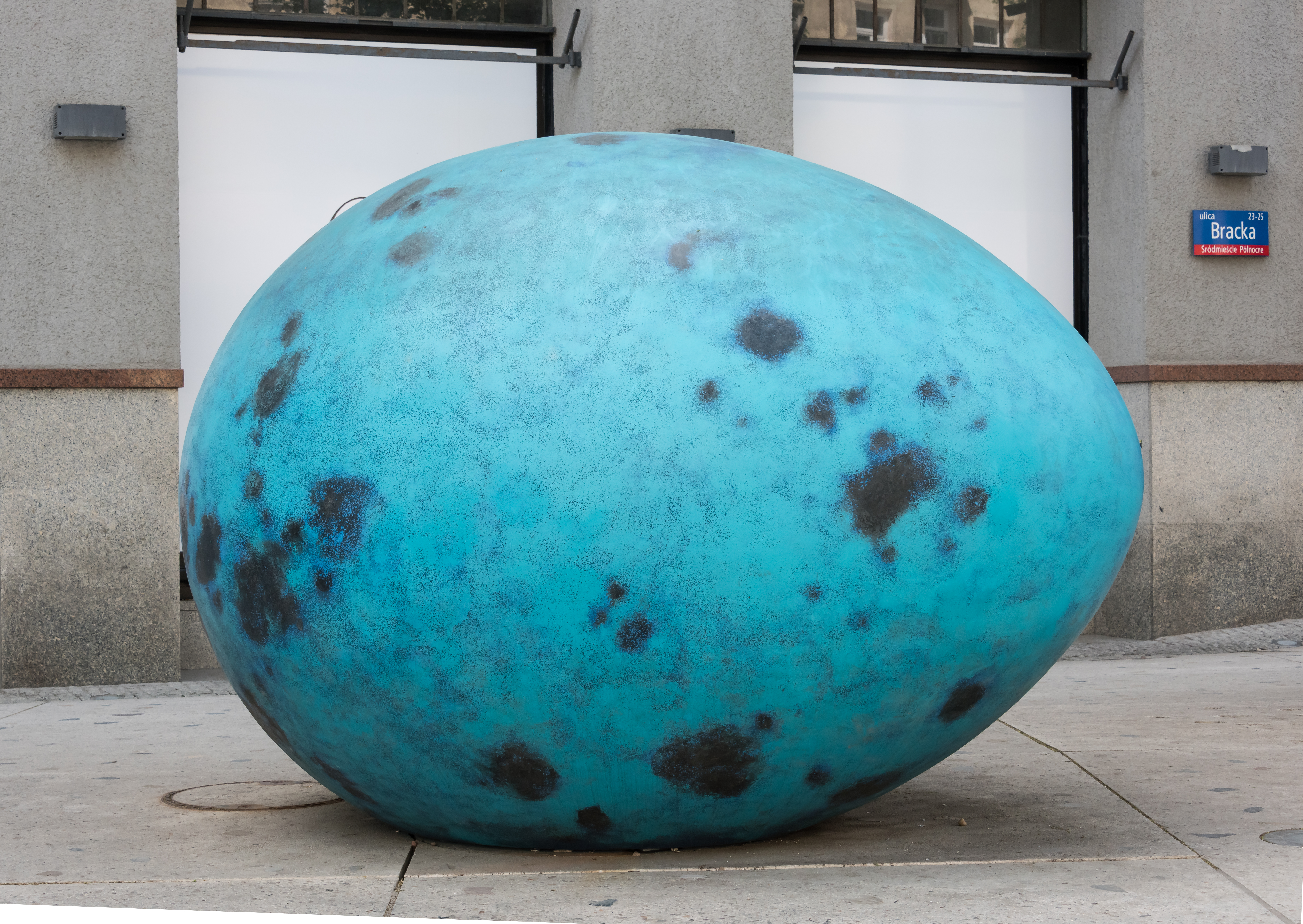
Rzeźba akustyczna Pisklę. Drozd śpiewak na placu Pięciu Rogów w Warszawie

Joanna Rajkowska (ur. w 1968 w Bydgoszczy) – polska artystka współczesna, autorka instalacji artystycznych, znajdujących miejsce przede wszystkim w wielkomiejskiej przestrzeni publicznej. 
Jej dziełami są m.in.: 
- Pozdrowienia z Alej Jerozolimskich – sztuczna palma na rondzie Charles’a de Gaulle’a w Warszawie,
- Dotleniacz – wzbogacony tlenem sztuczny staw, wkomponowany w trawnik miejski i futurystyczne ławki, zlokalizowane niegdyś na stołecznym placu Grzybowskim[2],
- Pasaż Róży – lustrzane podwórko przy ul. Piotrkowskiej 3 w Łodzi, obłożone kawałkami luster, nawiązujące do choroby oczu Róży, córki artystki.

## Życiorys
W 1987 rozpoczęła studia wyższe na historii sztuki na Uniwersytecie Jagiellońskim, które trwały do 1992. Równolegle w latach 1988–1993 studiowała malarstwo na Akademii Sztuk Pięknych w Krakowie w pracowni prof. Jerzego Nowosielskiego. Odbyła Semestralny Program Studyjny na jednym z kampusów State University of New York w stanie Nowy Jork w roku akademickim 1994-1995.
W 2022 tygodnik „Polityka” uznał Pozdrowienia z Alej Jerozolimskich za jedno z dziesięciu najważniejszych dzieł sztuki ostatniego trzydziestolecia.
Mieszka i pracuje w Warszawie.

## Wystawy indywidualne
- 2019  
  - The Failure of Mankind, l’étrangère, Londyn
- 2018 
  - Samobójczynie, Trafostacja Sztuki, Szczecin
- 2015  
  - Painkillers, l’étrangère, Londyn, UK
- 2014  
  - Światło Loży, Galeria Charim, Wiedeń, Austria
- 2012 
  - Urodzona w Berlinie. List do Róży, Galeria Żak-Branicka, Berlin, Niemcy
- 2009 
  - Peryskop, Instytut Sztuki Wyspa, Gdańsk
- 2008
  - Linie lotnicze, Galeria Trafo, Budapeszt, Węgry
- 2007
  - Dotleniacz, [projekt publiczny], plac Grzybowski, Warszawa
  - Dotleń się, Galeria Nizio, Warszawa
- 2006
  - Wulkan Umea, Galeria Verkligheten, Umeå, Szwecja
  - Zostaw to, Centrum Sztuki Współczesnej Zamek Ujazdowski, Warszawa
- 2005
  - Dwadzieścia dwa zlecenia, Galeria Program, Warszawa
- 2004
  - Tylko miłość, [projekt publiczny], Warszawa
- 2003
  - Formalna obietnica. Artysta do wynajęcia, Müllerdechiara Gallery, Berlin
- 2002
  - Pozdrowienia z Alej Jerozolimskich, [projekt publiczny], Warszawa
  - Rosa Stern i skutki uboczne, Galeria Nowy Wiek, Zielona Góra
- 2001
  - Dziennik snów, Galeria XX1, Warszawa
- 2000
  - Satysfakcja gwarantowana, CSW Zamek Ujazdowski, Warszawa
  - Satysfakcja gwarantowana, Galeria Zewnętrzna AMS
- 1999
  - Rzeczy, które robię wieczorem w Alejach Jerozolimskich, Galeria Manhattan, Łódź
  - W sobotę jem ciastka i onanizuję się, Galeria Otwarta, Kraków
- 1998
  - Menu of Desires, Galeria Bunkier Sztuki, Kraków
  - Galeria Starmach, Kraków
  - Miłość Człowieka Zwanego Psem, Galeria Zachęta, Warszawa
- 1997
  - Lobster Lovers, Hallwalls Contemporary Art Center, Buffalo, USA
- 1996
  - Tercet na Skórę, Głos i Szaleńca, Teatr Bückleina, Kraków
  - Przypadłości. Nauka o chorobach wewnętrznych, Galeria Prowincjonalna, Słubice
  - Wieża ciśnień, ból głowy, CSW Zamek Ujazdowski, Warszawa
- 1995
  - No Sign of Dying Soon, SUNY (State University of New York), Nowy Jork, USA
  - Podrażnienie, Galeria Zderzak, Kraków
- 1994
  - Płyny, Galeria Zderzak, Kraków

## Wystawy zbiorowe
- 2013 – Dzień jest za krótki, Muzeum Współczesne Wrocław, Wrocław
- 2007
  - Open House, Fundacja IASPIS, Sztokholm
  - 11. praskie guadrienalle 2007, Praga, Czechy
  - Pamięć tej chwili z odległości lat, które miną, była Fabryka Schindlera, Kraków
- 2006
  - Paris Is Burning, Galeria Laurin, Zurych
  - Architektura intymna/architektura porzucona, Galeria Kronika, Bytom
  - Ulica Próżna 2006, Fundacja Shalom, Warszawa
  - W Polsce, czyli gdzie?, Centrum Sztuki Współczesnej, Zamek Ujazdowski, Warszawa
  - Pasaże południowo-wschodnie, PAC, Ferrara, Włochy
  - Zostaw to (w przygotowaniu), Centrum Sztuki Współczesnej, Zamek Ujazdowski, Warszawa
- 2005
  - Spectator T, Art Sheffield 05, Sheffield Contemporary Art Forum, Sheffield, Wielka Brytania
  - Egocentryczne, niemoralne, przestarzałe. Współczesne wizerunki artystów, Zachęta Narodowa Galeria Sztuki, Warszawa
  - Jakoś to będzie. Wybory A.D. 2005, Galeria Piotra Nowickiego, Warszawa
  - Site-ations 2005, Cardiff, Wielka Brytania
  - Czas Kultury, Galeria Miejska Arsenał w Poznaniu
  - Horyzont zderzeń, Stara Rzeżnia, Art Poznań 2005, Poznań
  - Jak rozmawiać o sztuce współczesnej?, Galeria Arsenał w Białymstoku
  - Horyzont zderzeń, Stara Rzeżnia, Art Poznań 2005, Poznań
  - Jak rozmawiać o sztuce współczesnej?, Galeria Arsenał, Białystok
- 2004
  - Śniadanie kontynentalne, KCB, Belgrad
  - Łódź Biennale, Łódź
  - Busan Biennale, Pusan, Korea Południowa
  - Wspomnienia z czasów niedojrzałości, Passage de Retz, Paryż
  - Biały Mazur, Galeria Sztuki Współczesnej „Bunkier Sztuki”, Kraków
- 2003
  - Operacja myszy, Galeria Sztuki Współczesnej „Bunkier Sztuki”, Kraków
  - Logo! No Logo?, Hogeschool West-Vlaanderen, Brugia, Belgia
  - Biały Mazur, Neuer Berliner Kunstverein, Berlin
  - Stockholm International Art Fair, Sztokholm
- 2002
  - Open House, Casino Luxembourg, Luksemburg, Luksemburg
  - Rzeczywiście. Młodzi artyści są realistami, CSW, Zamek Ujazdowski, Warszawa
  - Global Priority, Jamaica Arts Center, Nowy Jork
  - Pejzaż semiotyczny, Galeria Charim, Wiedeń
  - Ostensiv-Moscow, Centralny Dom Artystów, Moskwa
  - Oder-Sprung, Kunsthalle Essen, Essen, Niemcy
  - Polska, Teatr Akademia, Warszawa
- 2001
  - Na wolności w końcu, Sztuka Polska po 1989, Królikarnia, Warszawa
  - Ostatnia kobieta, Galeria Inner Spaces, Poznań
  - Ostensiv, Kunstraum B/2, Lipsk, Niemcy
  - Irreligia, Atelier 340 Muzeum, Bruksela
  - Słubice – Kraków, Galeria Prowincjonalna, Słubice
- 2000
  - Scena 2000, Centrum Sztuki Współczesnej, Zamek Ujazdowski, Warszawa
  - Na wolności w końcu, Sztuka Polska po 1989, Kunsthalle Baden-Baden, Baden-Baden, Niemcy
  - Postindustrialny smutek, Kunstverein Wiesbaden, Wiesbaden, Niemcy
- 1999
  - Blue Fire, 3rd Biennial Praque, Praga, Czechy
- 1998
  - Fragment Kolekcji 3, Zachęta, Warszawa
- 1997
  - Re-Bates, The L.C. Bates Museum, Hinckley, Maine, USA
- 1996
  - Art in Poland, New Directions, UB Art Gallery, Buffalo, USA
  - Sensitive, Galeria Arsenał, Białystok
  - Solvay, Blok A/D, L’Atelier, Kraków
- 1995
  - Unter Einem Dach, Podewil, Berlin
- 1994
  - Let Me Wash Your Hands, Sauce Place, Nowy Jork

## Nagrody i stypendia
- 2024
  - Nagroda Fundacji Sztuki Polskiej ING[4]
- 2022
  - Nagroda Sztuki im. Marii Anto i Elsy von Freytag-Loringhoven[5]
- 2012
  - Nagroda Miasta Stołecznego Warszawy (2012)[6]
- 2010
  - Nagroda Wielka Fundacji Kultury[7]
- 2006
  - Stypendium Ministra Kultury i Dziedzictwa Narodowego
  - Stypendium Fundacji IASPIS, Umeå, Szwecja
- 2001
  - Stypendium Ministra Kultury i Dziedzictwa Narodowego
- 1998
  - The Civitella Ranieri Fellowship
- 1997
  - The Skowhegan School of Painting and Sculpture Fellowship
- 1996
  - The ArtsLink Partnership, Buffalo, USA
  - Nagroda Prezydenta Miasta Krakowa, Kraków
- 1992
  - Kunsthaus Horn, Austria